# Longaví
Longaví (en mapudungun tête de serpent) est une ville et une commune du Chili faisant partie de la province de Linares, elle-même rattachée à la région du Maule.
Elle est située dans le secteur oriental de la Vallée centrale du Chili.

## Géographie
La partie orientale se trouve dans la Cordillère des Andes et est dominée par le Nevado de Longaví, un stratovolcan inactif qui culmine à 3 240 mètres. L'agglomération de Longavi est desservie par la route panaméricaine, l'axe routier majeur du Chili qu'il traverse du nord au sud. Longaví se trouve à 301 kilomètres à vol d'oiseau au sud de la capitale Santiago et à 71 kilomètres au sud-sud-est de Talca, capitale de la région du Maule.

## Histoire
La commune de Longaví est située dans l'ancienne Hacienda de Longaví, qui avait été donnée à la Compagnie de Jésus en 1639. La ville de Longaví  a été créée en 1904 et officiellement fondée en 1937 .
Les Jésuites et le domaine de Longaví
Par un titre daté du 29 mai 1639, une bonne partie des terres de Longaví, fut donné aux jésuites par le premier gouverneur du royaume du Chili. Au cours des années suivantes d’autres concessions augmentèrent la superficie des terres propriété des jésuites.
Si l’on sait que les jésuites ont construit une grande église, couvent et cloitre, il ne reste aucune trace matérielle de la présence jésuite. Seule une grande pierre symbolique située sur l'actuelle place de la commune rappelle le passage de ces religieux .
Premiers propriétaires laïcs de l'hacienda Longaví
Après l'expulsion des Jésuites du Chili, l'hacienda a vu se succéder plusieurs propriétaires privés. À la suite d’héritages, elle a été progressivement divisée.
Jusqu’au milieu du XIXe siècle et avant le premier acte de division, le domaine de Longaví était considéré comme l'une des propriétés agricoles les plus étendues de toutes celles qui existaient dans la vallée centrale du Chili .
Création de la commune
En 1891, avec la création de nouvelles communes, le territoire de Longaví fait partie de la commune de Linares. La ville de Longaví est officiellement fondée en 1904.
Les demandes de création de la commune ont commencé dans les années 1920, lorsqu'un natif de la région, Arturo Alessandri Palma, est devenu président de la République.  Ce mouvement abouti en 1936 avec une loi créant officiellement la commune de Longaví .

## Démographie
En 2017, la population de la commune s'élevait à 30 534 habitants . La superficie de la commune est de 1 454 km2 (densité de 20 hab./km2). La population est majoritairement rurale.

Position de Longaví (en rouge) au sein de la région du Maule.